# روکستک
روکستک (انگلیسی: Roxtec) شرکت خوشه‌ای سوئدی است، که در سال ۱۹۹۰ تأسیس شد.